# Rà đẹt lửa
Rà đẹt lửa, rà đẹt đền Hùng hay đại khải (danh pháp hai phần: Mayodendron igneum) là loài thực vật thuộc họ Chùm ớt, đặc hữu của miền bắc Thái Lan và bắc Lào, ngoài ra còn gặp trong khu vực từ Myanmar đến đảo Hải Nam.
Cây đại khải có chiều cao đến 20 m, hoa màu vàng cam mọc trực tiếp từ thân cây.
Đây là cây biểu tượng của tỉnh Chiang Rai, Thái Lan.

## Hình ảnh

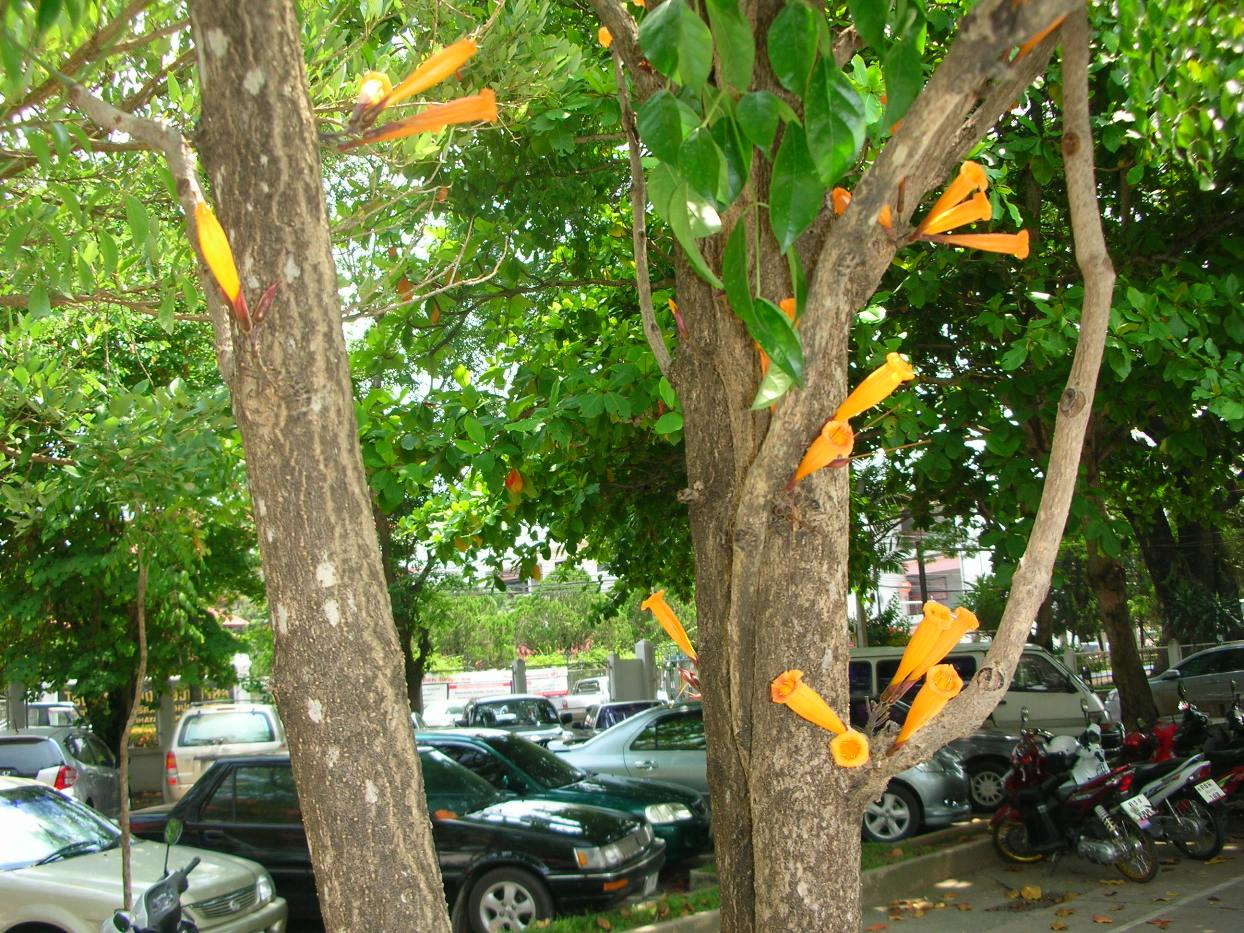
Hoa đại khải tại Thái Lan
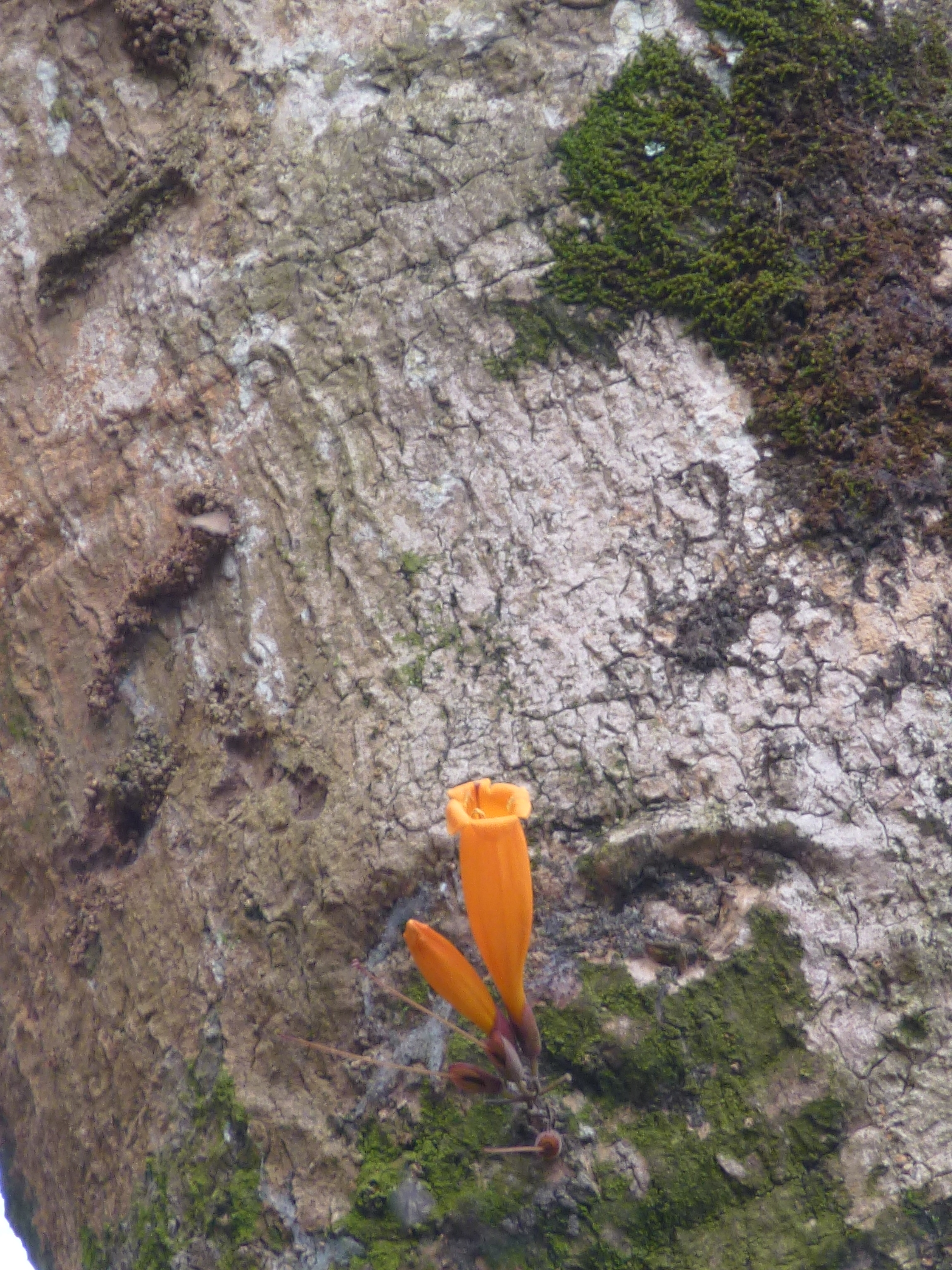
Hoa đại khải tại khu vực đền Hùng, Việt Nam
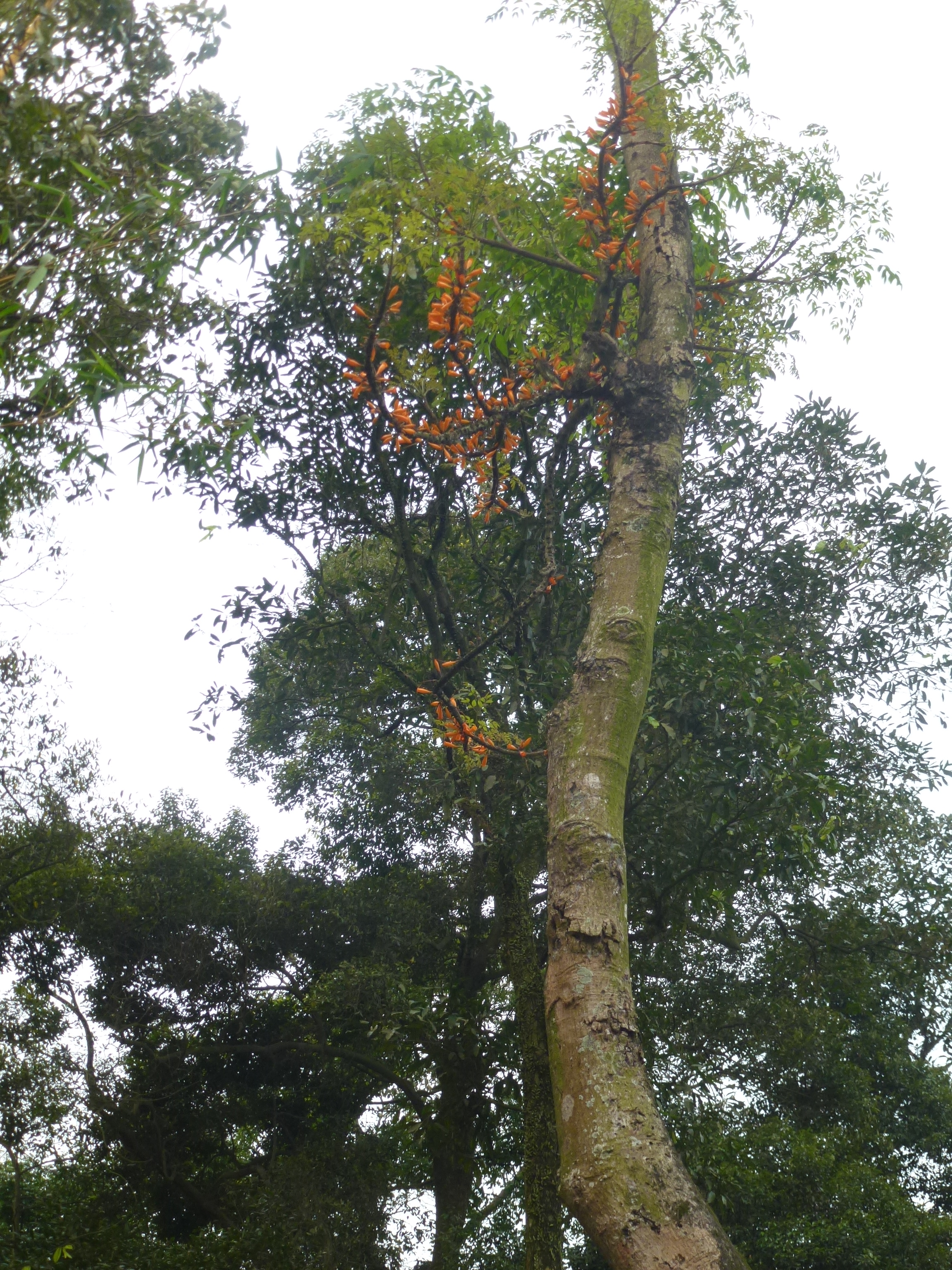
Cây đại khải tại khu vực đền Hùng, Việt Nam